# Rodrigo Gral
Pour les articles homonymes, voir Gral.
Rodrigo Gral est un footballeur brésilien né le 21 février 1977. Il est attaquant.

## Biographie
Rodrigo Gral participe à la Coupe du monde des moins de 20 ans 1999 avec le Brésil.

## Palmarès
- Champion du Japon en 2002 avec le Jubilo Iwata
- Vainqueur de la Coupe du Japon en 2003 avec le Jubilo Iwata
- Vainqueur de la Supercoupe du Japon en 2003 et 2004 avec le Jubilo Iwata